# Diplura sanguinea
Espèce
Synonymes
- Melodeus sanguineus F. O. Pickard-Cambridge, 1896

Diplura sanguinea est une espèce d'araignées mygalomorphes de la famille des Dipluridae.

## Distribution
Cette espèce se rencontre au Brésil au Pará, en Amazonas, en Acre, au Maranhão et au Ceará et en Colombie,.

## Description
La femelle holotype mesure 24 mm.
Le mâle décrit par Brescovit, Sherwood et Lucas en 2021 mesure 17,8 mm et la femelle 16,8 mm.

## Systématique et taxinomie
Cette espèce a été décrite sous le protonyme Melodeus sanguineus par F. O. Pickard-Cambridge en 1896. Elle est placée dans le genre Thalerothele par Simon en 1903 puis dans le genre Diplura par Raven en 1985.

## Publication originale
- F. O. Pickard-Cambridge, 1896 : « On the Theraphosidae of the lower Amazons: being an account of the new genera and species of this group of spiders discovered during the expedition of the steamship "Faraday" up the river Amazons. » Proceedings of the Zoological Society of London, vol. 1896, p. 716-766 (texte intégral).